# Auzay
Auzay är en kommun i departementet Vendée i regionen Pays de la Loire i västra Frankrike. Kommunen ligger i kantonen Fontenay-le-Comte som tillhör arrondissementet Fontenay-le-Comte. År 2018 hade Auzay 672 invånare.

## Befolkningsutveckling
Antalet invånare i kommunen Auzay
| Referens: INSEE |